# 吉田一郎
吉田 一郎（よしだ いちろう、1963年11月3日 - ）は、日本の政治家、ジャーナリスト。埼玉県さいたま市議会議員（6期）。

## 経歴
東京都北区赤羽生まれ。埼玉県大宮市（現・さいたま市北区）育ち。若竹幼稚園卒園。大宮市立東大成小学校卒業。大宮市立植竹中学校卒業。中学生時代、タモリの「四ヵ国語麻雀」に触発され中国語と韓国語の勉強を始めた。香港映画『Mr.BOO!』を観て香港に興味を持つ。1982年埼玉県立上尾高等学校卒業。
法政大学社会学部応用経済学科に入学。大学在学中の1985年から1987年にかけて、香港中文大学に留学する。アルバイトで日本語学校講師をしながら、九龍城砦で生活した。法政大学卒業後、再び香港に渡り、1988年に週刊『香港ポスト』記者となった。月刊『香港通信』編集長・日刊『香港ビジネスポスト』編集長を歴任。その間フリージャーナリストとしても活動。雑誌『AERA』『SAPIO』等に寄稿。
飛び地マニアとしても知られ、2002年7月には世界中の飛び地に関する情報をまとめたサイト「世界飛び地領土研究会」を立ち上げた。
2001年5月、浦和市・与野市との合併で消滅した大宮市のさいたま市からの独立を掲げさいたま市長選挙に立候補して落選したが、2002年10月、自らの主張を掲げたサイト「大宮市亡命市役所」を立ち上げ、2003年4月のさいたま市議会議員選挙では落選したが、2007年（平成19年）4月8日のさいたま市議会選挙で初当選した。
2015年、政治団体「無所属・無党派」を設立。事実上の代表となる。
2020年11月、さいたま市より市政功労賞（地方自治功労）が贈られることが内示され、12月定例会本会議にて「さいたま市に対する破壊活動を十何年間も続けている人物」と自虐して、自身の贈賞に疑問を呈する質問をする。これに関して、「当該の議員については、議員在任期間が（通算）10年以上であるため表彰対象者として選定した」と副市長が答弁している。しかし、2021年3月22日に正式に表彰されている。
2024年5月22日、全国市議会議長会より議員在任期間が（通算）15年を経過したことにより永年勤続議員表彰を受け、6月5日のさいたま市議会6月定例会にて 表彰状が伝達された。

### 政歴
- 2001年（平成13年）5月27日 - さいたま市長選挙（無所属）にて3,377票で落選（8人中7位）。
- 2003年（平成15年）4月13日 - さいたま市議会議員選挙（北区・無所属）にて2,595票で落選（10人中10位）。
- 2007年（平成19年）4月8日 - さいたま市議会議員選挙（北区・無所属）にて5,027票で当選（10人中4位）。
- 2008年（平成20年）8月28日 - さいたま市議会において初めて設置された懲罰特別委員会において、吉田に対する出席停止7日間の懲罰が決定。9月3日の本会議にて可決され、期間中さいたま市役所前で抗議のハンガー・ストライキを行う。
- 2009年（平成21年）
  - 1月28日 - 再び設置された懲罰特別委員会において、陳謝の懲罰が決定。2回目の懲罰となる。2月3日の本会議にて可決され、翌日の本会議にて陳謝文の朗読を行う。
  - 3月18日 - 三度設置された懲罰特別委員会において、出席停止7日間の懲罰が決定。3回目の懲罰となる。
  - 3月19日 - 無所属議員に本会議での発言権が認められていないことに抗議して、懲罰の本会議での議決を前にさいたま市議会議員を辞職。懲罰は付されない形となる。その直後、自身の辞職によって行われる補欠選挙に立候補を表明。
  - 5月24日 - さいたま市議会議員補欠選挙（北区・無所属）にて27,045票で復帰当選（3人中1位）。
- 2011年（平成23年）4月10日 - さいたま市議会議員選挙（北区・無所属）にて13,322票で当選（9人中1位）。
- 2013年（平成25年）
  - 5月5日 - さいたま市長選挙に立候補したことにより、さいたま市議会議員を失職。
  - 5月19日 - さいたま市長選挙（無所属）にて53,513票で落選（4人中3位）。
  - 9月30日 - さいたま市南部都市・公園管理事務所が駒場スタジアムの修繕工事などで、一般競争入札ではなく、随意契約で工事を発注したことで、さいたま市に損害を与えたとして、清水勇人市長を相手取り、約5,300万円の損害賠償請求の訴えをさいたま地方裁判所に起こした[8]。
- 2015年（平成27年）4月3日 - さいたま市議会議員選挙（北区・政治団体「無所属・無党派」）にて無投票当選。
- 2018年（平成30年）
  - 2月20日 - 文教委員会において市立中央図書館長の答弁に対して「首つって死ね」と発言（下記参照）。
  - 2月28日 - 四度目の懲罰特別委員会が設置され、自民党系の2市議団からは辞職勧告決議案が提出された。
  - 3月12日 - 懲罰特別委員会において、出席停止2日間の懲罰が決定（会期末が16日に迫っていたことから）。4回目の懲罰となる。3月15日の本会議にて可決され、議決後、議長は「議員に対する市民からの信頼を著しく失墜させた」とコメントした。
  - 3月16日 - 自民党系の2市議団から提出された辞職勧告決議案が一旦撤回されて、市議会全5会派による共同提出議案として再提出。「議員としてあるまじき暴言」・「市議会の品位を著しく汚した」として、賛成多数でさいたま市議会としては初めて辞職勧告決議を可決。
  - 10月19日 - 本会議で、障害者関連の条例の改正案に対する討論で登壇中、吉田と同じ北区選出で車椅子を用いている傳田ひろみ市議に対して「ブルジョア障害者」などと発言（下記参照）。
  - 12月21日 - 本会議で、議員報酬等の引き上げを行う条例の改正案に対する討論で登壇中、「この議案に賛成する議員はペテン師だ」と発言（下記参照）。
- 2019年（平成31年）4月7日 - さいたま市議会議員選挙（北区・無所属）にて13,074票で当選（10人中1位）。
- 2023年（令和5年）4月9日 - さいたま市議会議員選挙（北区・無所属）にて14,575票で当選（12人中1位）。

### 問題となった発言
- 2018年（平成30年）
  - 2月20日 - さいたま市議会2月定例会文教委員会で、質問に答えた市立中央図書館長に向かって「首をつって死ね」と発言し、翌21日の臨時委員会で発言を取り消して謝罪した。「ちゃんとした答弁がないと感じ、かっとなってしまった。非常に不謹慎だった」と釈明したが、さいたま市教育長は「館長は誠実な答弁だった。人権を侵害する発言で、断固抗議する」と発言した[9]。
3月12日 - 市議会は懲罰特別委員会を開き、「発言は著しく不適切だ」として、会期終了までの間、吉田を出席停止処分にすることを決めた[10]。3月15日の本会議にてこの懲罰が可決された[11]。
3月16日 - 吉田に対する辞職勧告決議が可決された。この決議に法的な拘束力は無く、吉田は「地元の有権者から叱咤激励の声を頂いているので、反省して今後も頑張っていきたい」と述べ、議員辞職を否定した[12]。
  - 10月19日 - さいたま市議会9月定例会本会議で、『さいたま市心身障害者医療費支給条例』の一部改正案に対する賛成討論で登壇中、吉田と同じ北区選出で車椅子を用いている傳田ひろみ市議に対し、「ここにも年収1354万5000円の車椅子の方がいる」、「ブルジョア障害者」などと発言、審議が紛糾した。吉田は本会議休憩中に新藤信夫議長から厳重注意を受け、議会後の取材に「確かに品がない言い方。申し訳ない」と言葉遣いについてのみ謝罪した。傳田は「侮辱的で障害者差別に繋がる」とコメントした[13]。
  - 12月21日 - さいたま市議会12月定例会本会議で、『さいたま市議会の議員の議員報酬、期末手当及び費用弁償に関する条例』の一部改正案に対し、「この議案に賛成する議員はペテン師だ」と発言し、審議が紛糾した。新藤信夫議長はこの発言を「不適切である」として取り消しを求め、自席に戻るよう指示した。しかし吉田は議長の指示に従わず討論を続行したため、他の市議が討論打ち切りの動議を提出し、これを可決して吉田の討論を中止させた。吉田は、議案が総合政策委員会で継続審査となったものの、予算案に盛り込まれたまま予算委員会で可決していたことについて、「条例案が継続審査なのに予算だけ先に可決するのはおかしい。統一地方選が終わるまで待ってから可決するつもりとしか思えない」と主張。「ペテン師」発言については「議会のやり方に関してだから（過去の不適切発言とは）全然関係ない」「問題ないと思っている」と述べている[14]。

## 著書
- 『世界飛び地大全』KADOKAWA/角川学芸出版〈角川ソフィア文庫〉、2014年8月。ISBN 4044094691。
- 『消滅した国々―第二次世界大戦以降崩壊した183ヵ国』社会評論社、2012年11月。ISBN 4784509704。
  - 『消滅した国々―新装改訂版 第二次世界大戦以降崩壊した183ヵ国』社会評論社、2015年6月。ISBN 4784509690。
- 『国マニア―世界の珍国、奇妙な地域へ!』筑摩書房〈ちくま文庫〉、2010年7月。ISBN 4480427252。
- 『読むラジオ―FM NACK5 セイタロウ&ケイザブロー おとこラジオプレゼンツ』（対談）スポーツチャンネル、2010年2月。ISBN 4903333086。
- 『国境線の謎がわかる本』（監修）大和書房、2008年10月。ISBN 4479391797。
- 『世界飛び地大全―不思議な国境線の舞台裏』社会評論社、2006年8月。ISBN 4784509712。[15]
- 『国マニア―世界の珍国、奇妙な地域へ!』交通新聞社、2005年11月。ISBN 4330839059。
- 『九龍城探訪 魔窟で暮らす人々 -City of Darkness-』（監修）イースト・プレス、2004年2月。ISBN 4872574230。
- 『中国アナーキー―爆裂!無軌道!の90年代中国』アスペクト、1998年10月。ISBN 4757202520。
- 『香港的秘密―読んで福来る』アスキー、1997年7月。ISBN 4893667637。
- 『香港街伝』徳間書店、1997年6月。ISBN 4198607125。
- 『香港マル秘読本 絶対保存版―地獄にいちばん近いパラダイス』宝島社、1994年8月。ISBN 4796692177。

## メディア出演
- 激レアさんを連れてきた。 #13 (2017年12月25日放送)